# Gabriel Rein (1869–1947)
Gabriel Rein, född den 23 november 1869 i Helsingfors, död den 23 december 1947, var en finländsk historiker, son till statsrådet, professor Thiodolf Rein. 
Rein tog sin studentexamen 1887 och utexaminerades med en filosofie kandidatexamen 1894, blev licentiat 1905 och disputerade 1907. Han var lärare i skolor i Helsingfors 1896-97 och 1900-36. Han var docent vid Helsingfors universitet 1910-30 och professor från 1930 till 1939. 
Rein var också ledamot av styrelsen för Genealogiska Samfundet i Finland från 1929 till 1938. Han skrev de flesta av sina verk på finska, exempelvis arbeten om Fredrik Cygnaeus, Karl Henrik Klick, Gustaf Adolf Reuterholm och Henrik Gabriel Porthan.